# Södertörns flygflottilj
Södertörns flygflottilj (F 18) eller F 18 Tullinge var en flygflottilj inom svenska flygvapnet som verkade i olika former åren 1946–1974. Förbandsledningen var förlagd i Stockholms garnison vid Tullinge flygplats.

## Historik
Genom försvarsbeslutet 1942, vilken antogs av riksdagens den 17 juni 1942, angavs Flygvapnet att nio nya flygflottiljer skulle sättas upp åren 1942–1947. Året innan, 1941, hade ÖB Olof Thörnell reviderat den femårsplan som låg till grund för försvarsbeslutet. Då föreslog han att F 16, F 17 och F 18 skulle sättas upp. För F 18 fick han även stöd från dåvarande Marinchef Fabian Tamm, som separat föreslog F 18 som ett skydd för kustflottan. Beslut om F 18 uteblev inför 1942 års försvarsbeslut, där endast F 16 och F 17 antogs. I oktober 1943 återkom ÖB till regeringen, där han framhöll vikten av att sätta upp F 18. Hans främsta argument var att F 18 skulle verka som ett skydd för marinen och dess basområden i södra Stockholmsregionen. Riksdagen antog år 1944 ett förslag från regeringen, om att F 18 skulle sättas upp som en sjunde jaktflottilj inom Flygvapnet den 1 juli 1946.
Den 28 juni 1946 förordnades Björn Lindskog som tillförordnad flottiljchef från den 1 juli 1946, och som flottiljchef från den 1 oktober 1946, vilket förkunnades i flottiljens första flottiljorder den 1 juli 1946. Den 11 november 1946 invigdes flottiljen officiellt. Det finns dock flera F 18-veteraner som påstår att flottiljen aldrig blev officiellt invigd, då flottiljchefen vid invigningen ska ha sagt "Härmed förklarar jag Kungl. Upplands flygflottilj invigd!". Detta var en flottilj som invigdes den 1 juli 1943 i Uppsala.
Ursprungligen var J 21 tänkt som flottiljens första flygplan, men istället blev J 22 det första flygplanet vid flottiljen. Det tillhörde dock organisatoriskt F 8 i Barkarby, då den flottiljen stod inför en omskolning till J 28 Vampire. De övertaliga J 22:orna baserades då med en division från F 8 till F 18. Den 1 maj 1947 bildades flottiljens 1:a division, och med det tillfördes flottiljen sina två första egna J 22:or. Vid denna tidpunkt var även berghangaren, värnpliktskasernen och kanslihuset färdigställt. Den 29 april 1948 organiserades 2:a divisionen, och den 1 oktober 1948 organiserades 3:e divisionen. Flottiljens samtliga tre jaktdivisioner var beväpnade med J 22:or. I slutet av 1940-talet bildades även 4:e divisionen, vilket var ett utbildningskompani vid flottiljen. Från år 1959 ändrades namnet till 4:e kompaniet, i syfte att särskilja den från de flygande enheterna. Under 1960-talet ändrades namnet ytterligare en gång, då till Utbildnings- och specialkompaniet (U/S-komp).
År 1950 tog F 18 steget in i jetåldern, då flottiljens tre divisioner ombeväpnades med 89 J 28B Vampire och fem tvåsitsiga J 28C. Året därpå, 1952, mottog flottiljen ytterligare ett par individer från flottiljer som omskolats till J 29 Tunnan. I samband med att flottiljen beväpnades med J 28B Vampire kom flottiljen att ingå i Tredje flygeskadern (E 3). Under 1950-talet utgick den från eskadern, men återkom sedan 1957. År 1966 avvecklades och upplöstes eskadern, och det operativa ansvaret över flottiljen överfördes till militärbefälhavaren för Östra militärområdet (Milo Ö), vilken även flottiljchefen för F 18 var underställd.
Flygvapnets J 28B Vampire blev snabbt föråldrad, i jämförelse med J 29 Tunnan, men Saabs tillverkningskapacitet var fullbokad för en lång tid framöver med tillverkningen av Saab 32 Lansen. Istället beslöts det att köpa in ett antal jaktplan med överljudsfart från utlandet. De alternativ som övervägdes var amerikanska F-86 Sabre, franska Dassault Mystère, och brittiska Supermarine Swift samt Hawker Hunter. Valet stod mellan de två brittiska flygplanen, till slut föll valet på Hawker Hunter. Det beställdes 120 flygplansindivider av modellen Hunter Mk 50. J 34 eller J 34 Hunter, som den kom att benämnas, fördelades jämnt till de två jaktflottiljerna i Stockholmsområdet F 8 och F 18. Flygvapnets första J 34 Hunter flögs hem till F 18 den 27 augusti 1955 av major Dick Stenberg. År 1956 omskolades flottiljens tre flygdivisioner med J 34. Av de då övertaliga J 28:orna överfördes ett större antal till Krigsflygskolan (F 5), vilka kom att använda systemet som skolflygplan.
I januari 1963 påbörjades omskolning av flygförarna till J 35B Draken. Totalt tilldelades flottiljen 70 individer av J 35B, dock havererade ett flygplan vid leveransen. Omskolningen gjordes med stöd av Upplands flygflottilj (F 16) i Uppsala, där flygförarna dels utbildades till instruktörer, men även fick öva på tekniska fel. De första Drakenplanen som levererades till F 18 var av typen J 35B’ (B-prim), vilka saknade radar, men dessa bedömdes fortfarande med sin prestanda vara ett kraftfullt tillskott till jaktförsvaret. Senare fick F 18 den fullständiga versionen J 35B som hade radar och möjlighet att ta emot styrdatasändningar. Denna version av Draken skulle alla tre flygdivisioner vid flottiljen behålla fram till år 1973. Flottiljens då övertaliga J 34:or överfördes till Göta flygflottilj (F 9) och Skånska flygflottiljen (F 10), vilka även mottog flygplansindivider från Svea flygflottilj (F 8).
I slutet av 1960-talet planerades ytterligare en omskolning av flottiljen. Denna gång skulle endast J 35B bytas ut mot J 35F, samtidigt skulle en flygdivision vid flottiljen utgå ur krigsorganisationen. De övertaliga J 35B skulle överföras till F 9 Säve. Våren 1967 meddelade Flygvapenchefen Lage Thunberg att han hade för avsikt att vakantsätta ett antal divisioner samt föreslå en avveckling av bland annat F 18. Carl Eric Almgren, militärbefälhavaren för Östra militärområdet, hade dock en annan uppfattning, och hade för avsikt att få behålla jaktflottiljen i sitt militärområde. Den 1 juli 1968 utgick dock flottiljens 182. jaktflygdivisionen ur krigsorganisationen, och de övertaliga J 35:orna överfördes till Halmstad för uppställning.
I februari 1967 fick försvarets fredsorganisationsutredning (FFU) i uppdrag att bland annat utreda förhållandena vid flygvapnet samt att minst två flottiljer skulle avvecklas. Fredsorganisationsutredningen lämnade två delbetänkanden, i maj 1967 föreslogs att Göta flygflottilj (F 9) skulle avvecklas och i december 1967 föreslogs att Södertörns flygflottilj (F 18) och Roslagens flygkår (F 2) skulle avvecklas. Att just jaktflygflottiljerna Göta flygflottilj och Södertörns flygflottilj föreslogs för avveckling, hade bland annat sin bakgrund i att Chefen för flygvapnet i samband med en större vakantsättningen av flygdivisioner föreslagit för överbefälhavaren att just dessa två flygflottiljer skulle avvecklas. Gällande Göta flygflottilj så ansåg fredsorganisationsutredningen att utredningsunderlag har varit tillräckligt för att föreslå en avveckling. Gällande Södertörns flygflottilj så stod valet mellan åtta andra jaktflygflottiljer. Dock så undantogs F 4 och F 21 i norra Sverige och F 10 och F 12 i södra Sverige, från utredning om avveckling. Av F 1, F 3, F 13, F 16 och F 18 så ansågs F 18 vara den flygflottilj av minst betydelse, då en avveckling ansågs inte skulle ha någon större betydelse för ortens näringsliv. Vidare så ansåg man att friställd personal hade enklare att hitta nya arbeten i en storstadsregion jämfört med friställd personal på landsbygdsregion. Vidare var F 18 den enda flygflottiljen av de fem som utredes för avveckling som inte hade något förvaltnings- eller produktionsansvar mot annan enhet. Det vill säga F 1, F 13 och F 16 hade förvaltningsansvar mot luftförsvarssektorer och F 3 svarade för målflygorganisation samt vissa
servicefunktioner åt flygförvaltningens försökscentral (FC). Därmed föreslogs en avvecklingen av F 18 som krigsflygflottilj, vilken skulle ske successivt. En jaktflygdivision föreslogs upplösas före den 1 januari 1971 och den sista jaktflygdivisionen med flottiljadministrationen senast den 1 juli 1971. Dock så föreslog regeringen till försvarsbeslutet 1968 att endast jaktflygdivisionerna och baskompanier skulle avvecklas, men att flottiljadministrationen skulle kvarstå. Det med anledning att man ville invänta ett fullständigt förslag från försvarets fredsorganisationsutredning gällande organisationen av flygvapnets förband inom Stockholmsområdet, men även om flygvapnets skolorganisation.
År 1971 presenterade försvarets fredsorganisationsutredning sin utredning gällande flygvapnets förband i Stockholmsområdet och flygvapnets skolorganisation. Utredningen föreslog för regeringen att Roslagens flygkår, Svea flygkår samt att Södertörns flygflottilj skulle avvecklas. Södertörns flygflottilj föreslogs dock samtidigt att omorganiseras till en skolenhet för utbildning i huvudsakligen stridslednings och luftbevakningstjänst. Hallands flygkår föreslogs omorganiseras till en skolenhet med huvudinriktning på bastjänst. Sålunda föreslogs att bastjänstutbildningen vid flygvapnet skulle förläggas till Halmstad och strilutbildningen till Tullinge. De båda utbildningsenheterna föreslogs enligt utredningen benämnas Halmstads flygvapenskolor och Södertörns flygvapenskolor. Den verksamhet som tillfördes till Södertörnsskolorna kom i huvudsak från Roslagens flygkår (F 2) och Svea flygflottilj (F 8), vilket gav upphov till den så kallade Stockholmskarusellen. Genom detta beslut kom aldrig J 35B att bytas ut mot de planerade J 35F, utan de flögs vid de två kvarvarande divisionerna fram till den 30 juni 1973, då de utgick ur krigsorganisationen och flygförare vid F 18 omplacerades i viss mån till andra jaktflottiljer. År 1974 var flottiljens sista verksamma år, de två kvarvarande divisionerna hade avvecklats året innan. Först hade 181. jaktflygdivisionen avvecklats i juni och sedan avvecklades 183. jaktflygdivisionen den 31 december 1973. Utbildnings- och specialkompaniet överfördes till Flygvapnets Södertörnsskolor, där det fick namnet Utbildningskompaniet. Slutligen avvecklades flottiljen den 30 juni 1974.

### Viktigare årtal
- 1941: ÖB föreslår inför försvarsbeslutet 1942, om bland annat uppsättning av F 18.
- 1942: Riksdagen antar försvarsbeslutet 1942, där F 18 inte finns med.
- 1943: ÖB återkommer till regeringen om att sätta upp F 18.
- 1944: Riksdagen antar regeringens förslag om att sätta upp F 18.
- 1946: Flottiljen påbörjar sin verksamhet den 1 juli.
- 1946: Flottiljen invigs officiellt den 11 november.
- 1947: Flottiljen tillförs sina första flygplan, två J 22:or.
- 1947: 1. divisionen bildas 1 maj.
- 1947: 4. divisionen bildas.
- 1948: 2. divisionen bildas den 29 april.
- 1948: 3. divisionen bildas den 1 oktober.
- 1950: Flottiljen får sin första asfalterade rullbana.
- 1950: Flottiljen omskolas till J 28B Vampire och tar steget in i jetåldern.
- 1950: Flottiljen underställs chefen för Tredje flygeskadern (E 3).
- 1950: Flottiljens första berghangar färdigställs.
- 1956: Flottiljens blir en sektorflottilj och ansvarar för luftförsvarssektor O2.
- 1956: Flottiljen omskolas till J 34 Hunter.
- 1956: Acro Hunters bildas i samband med flottiljens tioårsjubileum.
- 1959: 4. divisionen namnändras till 4. kompaniet.
- 1960: 4. kompaniet namnändras till Utbildnings- och specialkompaniet.
- 1963: Flottiljen omskolas till J 35B Draken.
- 1964: Acro Hunters blir Acro Deltas i samband med att flottiljen tillförts J 35.
- 1965: Flottiljens blir en vanlig flottilj, genom att sektor O2 uppgår i sektor O5.
- 1966: E 3 upplöses och flottiljen underställs chefen Östra militärområdet.
- 1968: 2. divisionen utgår från och med den 1 juli.
- 1971: Riksdagen beslutar om att F 18 ska avvecklas som jaktflottilj.
- 1971: F 18 stödjer utbildning av Finländska piloter.
- 1973: 1. divisionen utgår från och med den 1 juli.
- 1973: 3. divisionen utgår från och med den 31 december.
- 1974: Flottiljen avvecklas den 30 juni.

## Verksamhet

Flygplan uppställda i en hangar 1956, foto K W Gullers.

### Internationell verksamhet
Hösten 1970 beslutade Finland att köpa ett antal J 35 Draken från Sverige. Finland skulle inledningsvis hyra sex J 35B, innan de J 35D som skulle slutmonteras i Finland, hann levereras. J 35B var en version som enbart fanns på F 18 då. Inflygning av de finländska flygförarna kom att genomföras på F 18, åren 1971-1972. Sommaren 1972 var inflygningen genomförd, och två finländska piloter kunde flyga hem de första finländska planen.

## Ingående enheter
| Beteckning | Namn                    | Aktiv     | Anmärkning               |
| ---------- | ----------------------- | --------- | ------------------------ |
| Rudolf Röd | 181. jaktflygdivisionen | 1947–1973 | Upplöst 1973             |
| Rudolf Blå | 182. jaktflygdivisionen | 1948–1968 | Upplöst 1968             |
| Rudolf Gul | 183. jaktflygdivisionen | 1948–1973 | Upplöst 1973             |
| O2         | Luftförsvarssektor O2   | 1956–1965 | Uppgick 1965 i sektor O5 |
|            | Acro Hunters            | 1957–1964 | Flyguppvisningsgrupp     |
|            | Acro Deltas             | 1964–1965 | Flyguppvisningsgrupp     |

### 181.jaktflygdivisionen
181. jaktflygdivisionen eller Rudolf Röd var 1.a divisionen vid flottiljen och bildades den 1 maj 1947. Divisionen beväpnades till en början med J 22. Ett flygplan som flögs fram till 1950, när alla flottiljens divisioner tog steget in i jetåldern, genom ombeväpningen till J 28B Vampire. Vampire blev dock kortvarig vid flygdivisionen, när den redan 1956 ersattes av J 34 Hunter. Under början av 1960-talet ombeväpnades divisionen till J 35B Draken. I slutet av 1960-talet planerades att divisionen skulle tillföras J 35F. Någon ombeväpning blev det dock aldrig, utan divisionen upplöstes och utgick ur krigsorganisationen från och med den 1 juli 1973.

### 182.jaktflygdivisionen
182. jaktflygdivisionen eller Rudolf Blå var 2.a divisionen vid flottiljen och bildades den 29 april 1948. Divisionen beväpnades till en början med J 22. Ett flygplan som flögs fram till 1950, när alla flottiljens divisioner tog steget in i jetåldern, genom omskolningen till J 28B Vampire. Vampire blev dock kortvarig vid flygdivisionen, när den redan 1956 ersattes av J 34 Hunter. Under början av 1960-talet ombeväpnades divisionen till J 35B Draken. I slutet av 1960-talet planerades att två av flottiljens flygdivisioner skulle tillföras J 35F, samt att en av dem skulle utgå ur krigsorganisationen av ekonomiska skäl. Den divisionen blev Rudolf Blå som utgick från och med den 1 juli 1968. 

### 183.jaktflygdivisionen
183. jaktflygdivisionen eller Rudolf Gul var 3.e divisionen vid flottiljen och bildades den 1 oktober 1948. Flygdivisionens första chef var Waldemar Hessle och dess första flygplan var jaktflygplanet J 22. Ett flygplan som flögs fram till 1950, när alla flottiljens divisioner tog steget in i jetåldern, genom omskolningen till J 28B Vampire. Vampire blev dock kortvarig vid flygdivisionen, när den ersattes redan 1956 av J 34 Hunter. Divisionen blev först vid flottiljen att omskolas till J 35B Draken, 1963. I slutet av 1960-talet planerades att flygdivisionen skulle tillföras J 35F. Någon omskolning blev det dock inte, utan flygdivisionen upplöstes och utgick ur krigsorganisationen från och med den 31 december 1973. Från den 1 januari 1974 övergick delar av divisionens personal till Bleking flygflottilj, F 17. Divisionens sista chef blev Peter Forssman.

### Acro Hunters och Acro Deltas
Inför flottiljens tioårsjubileum 1956 startades uppvisningsgruppen "Acro Hunters" som gjorde sin första uppvisning på F 18:s flygdag i juni samma år. Gruppen kom att göra ett flertal uppvisningar under åren 1956-1962, olika konstellationer provades, både fyr- och femgrupp användes vid uppvisningarna. Nymodigheten ljudbang ingick i uppvisningsprogrammet, då J 34 var det första av flygvapnets plan som kunde nå överljudshastighet även om det krävde en dykning mot uppvisningsområdet för att uppnå den. År 1964 ersattes J 34 vid flottiljen av J 35, vilket gjorde att "Acro Hunters" efterföljdes av uppvisningsgruppen "Acro Deltas". De kom bland annat att göra flyguppvisningar på den internationella flygutställningen på Le Bourgets flygplats i Paris.

### Sektorsansvar

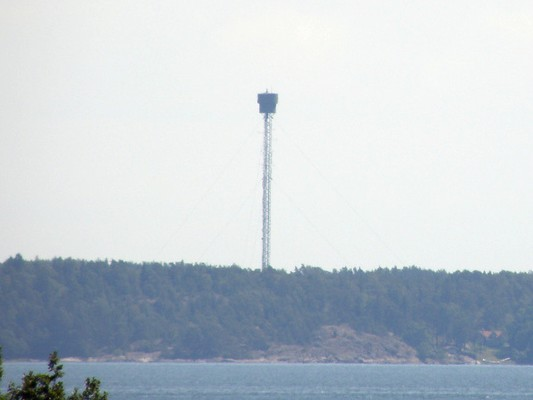
PS-15:3 på Torö som tillhörde F 18:s strilbataljon.

På flottiljens område fanns Luftförsvarscentralen, LFC, för Luftförsvarssektor O2 (Falken). Luftförsvarscentralen som var den andra som byggdes för STRIL 50-systemet inrymdes i kontorsdelen tillhörande den gamla delen av berghangaren på flottiljen och började användas hösten 1951. Den tekniska utrustningen hade dock provats, tillfälligt uppbyggd vid F 13:s gymnastiksal, under flygvapenövningen 1949. Sektor O2 var i sin tur indelad i tre luftbevakningsområden för optisk rapportering från luftbevakningstorn. I varje luftbevakningsområde sammanställdes de optiska observationerna i områdets luftförsvarsgruppcentral, LGC. De tre luftförsvarsgruppcentralerna fanns i Katrineholm, Södertälje och Älta. På berget ovanför luftförsvarscentralen placerades en radarstation av typen PJ-21/F som innehöll spaningsradar PS-14/F och höjdmätningsradar PH-13/F, detta för att ge luftförsvarscentralen möjlighet att leda jaktplanens strid i närområdet. För spaning på hög höjd fick sektor O2 först en PS-16-radar med beteckningen R180 Valpen som sattes upp i årsskiftet 1954–1955 på Skarpö-Vindö, på utsidan av Djurö. År 1964 ersattes den radarn med en modernare PS-65 på samma plats med beteckningen R180 Orren som togs ur drift först 1992.
När sedan STRIL 60 ersatte STRIL 50 slogs luftförsvarssektor O2 och O3 samman till sektor O 5 som kom att kontrolleras från en nybyggd luftförsvarscentral i Bålsta, Puman, och de gamla centralerna fick beteckningen Luftförsvarsundercentral. En av de nybyggda radargruppcentralerna i sektor O5 Björnen i Grödinge kom att tillhöra F 18:s strilbataljon och togs i drift under andra hälften av 1960-talet. Från början tog centralen emot radarbilder överförda via bredbandslänkar från tre radarstationer för låghöjdsspaning av typen PS-15 och en höjdmätarradar av typen PH-39. En PS-15 var placerad på Ornö den andra på Torö, den sista var placerad vid radargruppcentralen och hade en mycket lägre mast då den stationen användes som utbildningsstation. I mitten av 1970-talet när Smalbandsöverföring av radarbild infördes kunde radargruppcentralen ta in radarinformation från betydligt fler radarstationer. I juni 1983 överfördes radargruppcentralen till F 13:s strilbataljon, i december 1992 genomfördes det sista incidentberedskapsdygnet vid anläggningen.

## Förläggningar och övningsplatser

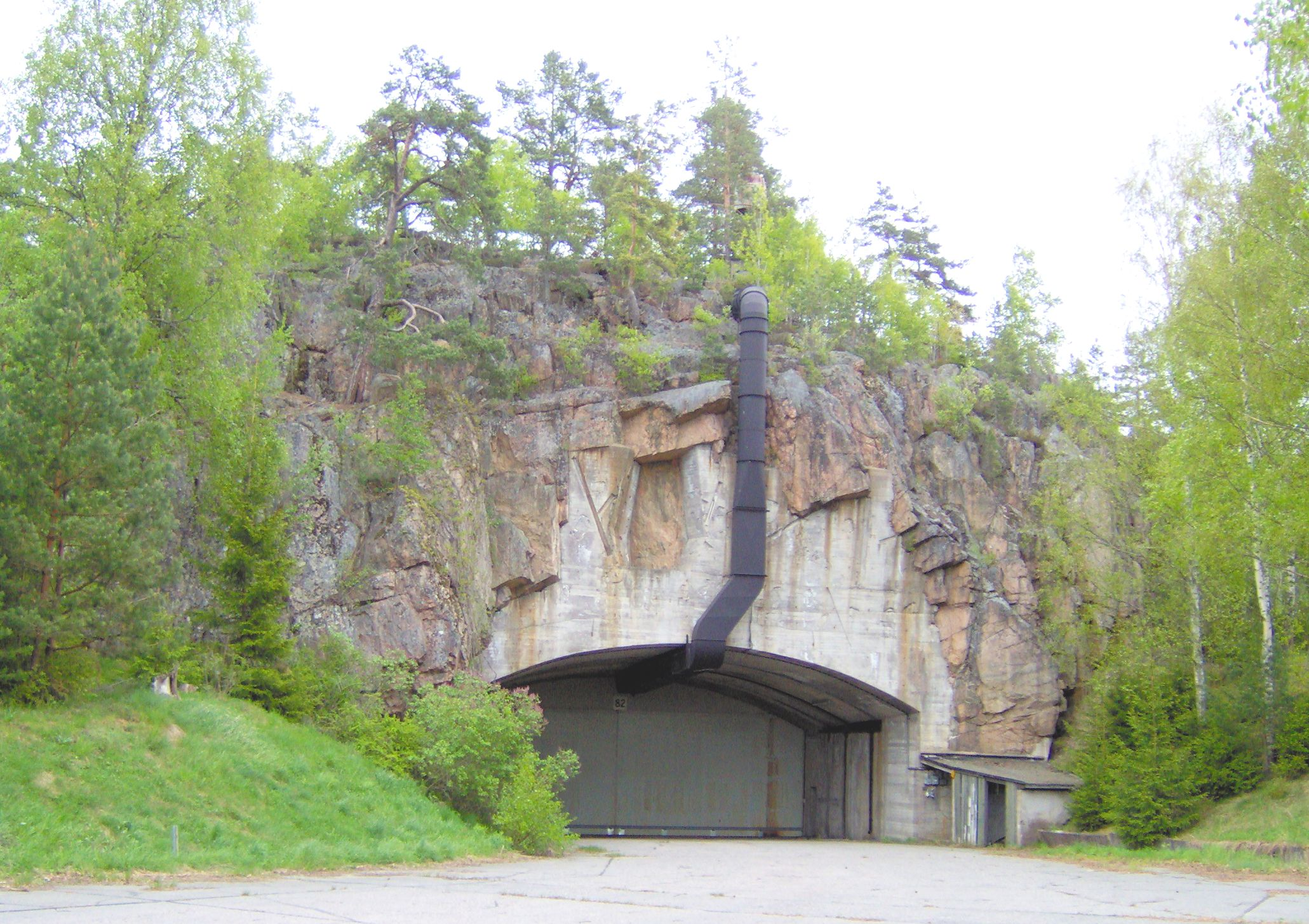
Huvudporten till den gamla delen av berghangaren.

Efter en analys av tänkbara platser till att förlägga den nya flygflottiljen till, hade bland annat det friliggande Årstafältet föreslagits som lokaliseringsort. Dock föreslog Chefen för Flygvapnet Bengt Nordenskiöld att man istället skulle använda krigsflygfält 40, beläget intill Rikstens gård. Marken omfattade då en areal på 380 hektar och hade köpts 1941 från friherre Anders Cederström, en ättling till Carl Cederström. Flottiljen var till en början tänkt att anläggas på en grusplatå vid Pålamalm. Platsen ansågs dock för liten och istället valde man en plats norr om Riksten vid Tullinge. På den nya platsen fanns det ett stort hinder, i form av Mörtsjön. AB Skånska Cement fick i uppdrag att torrlägga och fylla igen sjön, vilken då var nio meter djup och med nio meter djup dy i botten. Arbetet med att fylla igen sjön påbörjades sommaren 1943 och i augusti 1943 var arbetet slutfört. Vid invigningen var enbart ett fåtal byggnader färdigställda, vilket medförde att flottiljstaben fram till 1 oktober 1946 fick husera i Flygstabens lokaler i fastigheten Tre Vapen på Banérgatan i centrala Stockholm. När flottiljstaben installerade sig vid flottiljen blev det till en början i flygtjänstbyggnaden vid hangar 81.
När verksamheten startades vid flottiljen fanns det inga asfalterade rullbanor, så flygverksamheten fick använda sig av ett gräsfält med tre flygstråk. År 1950 asfalterades två av dessa grässtråk. Den längsta banan, i riktning 06/24, blev 2 378 meter. Den andra, i riktning 15/33, var 1 803 meter. Båda var 45 meter breda. Bana 15/33 var fram till att den asfalterades förstärkt med stålplank i det sanka området vid den igenfyllda Mörtsjön. Södertörns flygflottilj blev den andra efter Göta flygflottilj, av totalt fem flottiljer, där berghangar anlades. Redan vid projekteringen av bergsanläggningen vid F 18 var det tänkt att två anläggningar skulle anläggas. Bergshangaren projekterades i tre etapper. Under början av 2000-talet såldes en del av anläggningen och nyttjas nu till civilverksamhet, medan en del stängdes och förseglades för gott.

### Gamla berget
Gamla berget anlades i etapp 1 åren 1947–1949 och togs sedan i bruk 1950. Anläggningen var utformad som den första bergsanläggningen vid F 9, dock hade det gjorts vissa förbättringar i utformningen. I etapp 1 byggdes bergshangaren så att den till stor del låg ovanför markytan. Hangargolvet ligger i den ena porten 2,5 meter lägre än plattan och vid den andra porten skiljer det sig 1,1 meter. Etapp 1 projekterades från början att rymma Saab J 21, men utrymmena blev större än vad som krävdes för J 21. Även om anläggningen blev större än vid projekteringen, så uppstod platsbrist, då senare flygplan krävde mer plats. Berghangaren anpassades till både J 28 Vampire, J 34 Hunter och J 35 Draken.

### Nya berget
Nya berget påbörjades genom etapp 2 och 3 under 1950-talet. Den nya delen är helt nedsänkt från markytan, och har två 300–500 meter långa lutande uppfartstunnlar, vilka är sammankopplade med huvudtunneln, vilken är hästskoformad. Längst ned i huvudtunneln finns ett antal sidotunnlar. Totalt är anläggningen på cirka 22.000–24.000 m2. Tanken var att den nya delen av berghangaren skulle förbindas med den gamla delen, vilket skulle kräva en hiss för flygplanen. Ett problem var även hur man skulle kunna öka skyddet från verkan av kärnvapen på den gamla delen av hangaren så att den skulle få ett skydd likvärdigt den nya delen av hangaren. År 1958 beslutades att utbyggnaden av berghangaren inte skulle slutföras, det på grund av att kostnaderna ansågs för stora (totalt hade fyra miljoner äskats), samt att utspridning av flygplanen i Bas 60-systemet ansågs ge bättre skydd mot kärnvapen. Istället kom försvaret att använda den nya delen som en gemensam förrådshållning för försvarsgrenarna. Bland annat förvarade Marinen under 1980-talet rotorblad till sina helikoptrar i det nya berget. Under 1990-talet uppkom dock rasrisk, och ett tillträdesförbud utfärdades. Det löstes med att klä väggarna provisoriskt med träbjälkar.

### Flygbaser
I samband med att flygbassystem Bas 60 togs i bruk anlades ett flertal krigsflygbaser. F 18 tilldelades ansvaret för två krigsflygbaser, Arlanda flygplats och Malmby flygbas, fält 57, öster om Strängnäs. Basen vid Malmby utnyttjades regelmässigt vid fältövningar, och sköttes av en flygtekniker bosatt intill banan. Flygförarnas och teknikernas förläggning var i folkhögskolan i Mariefred, där även markstyrkan hade sina lokaler. Malmbybasen saknade ordentlig banbelysning och landning i mörker krävde extra planering. Vid vissa tillämpade övningar användes reservvägbasen vid Heby, vars landningsbana utgjordes av en allmän väg som då spärrades. Heby var dock en reservbas som tillhörde F 1. Efter att F 18 avvecklades omfördelades Malmby till F 1 i Västerås.

## Heraldik och traditioner

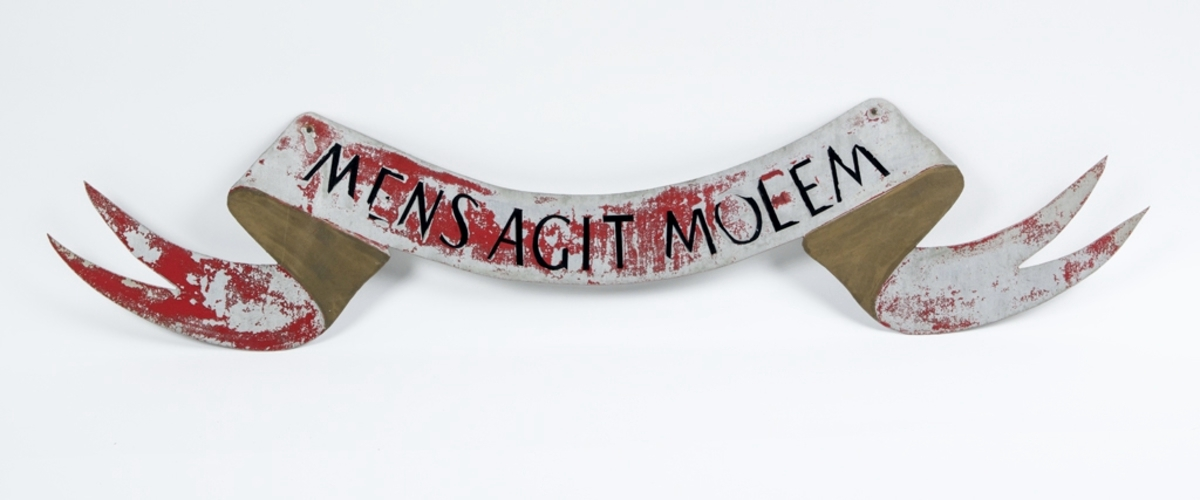

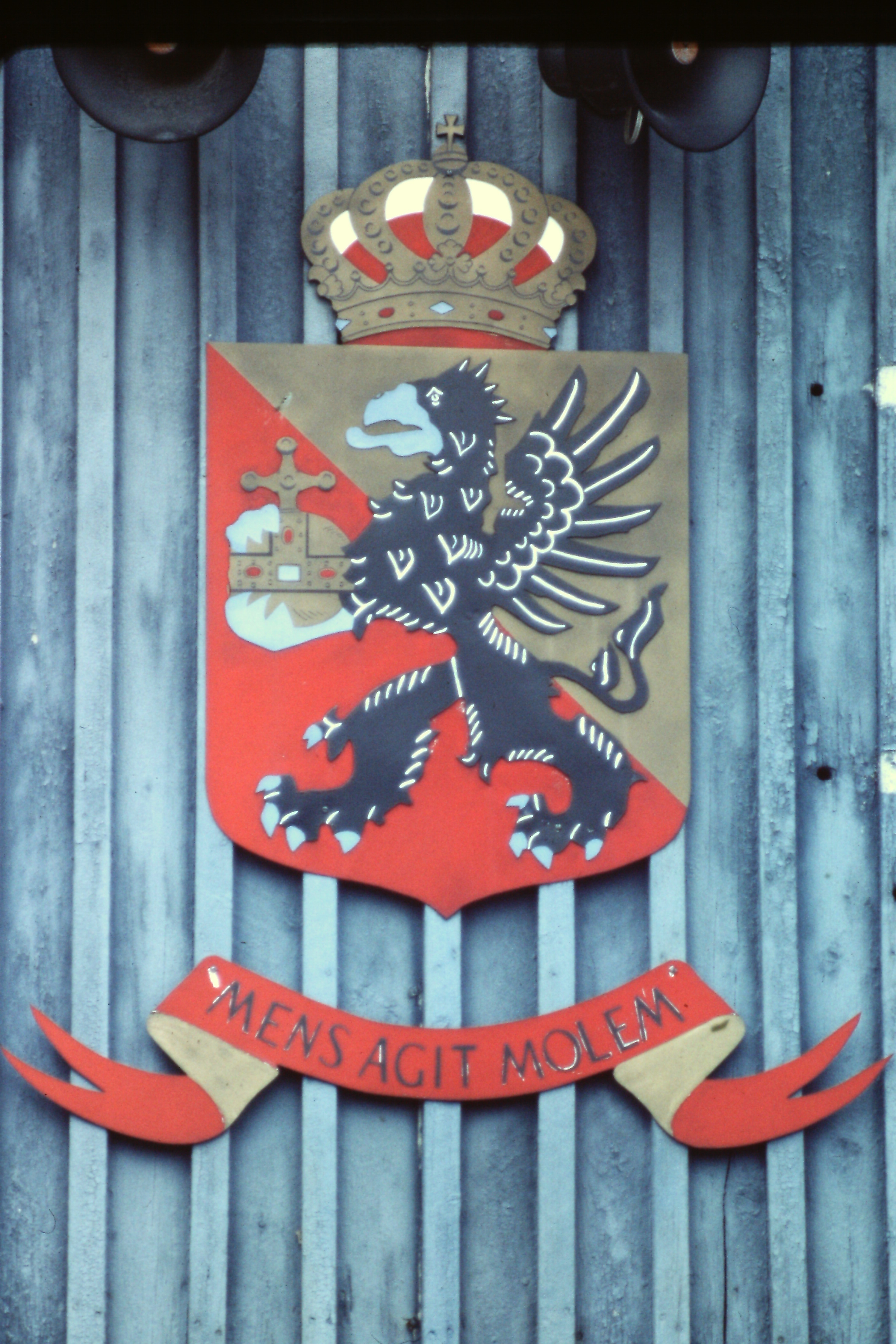
Mens Agit Molem (andens seger över materien)–Flottiljens tänkespråk.

I samband med att riksdagen beslutade om att sätta upp F 18 som flottilj, fick riksheraldikern Harald Fleetwood i uppgift att ta fram ett förslag till både ett heraldiskt vapen samt förbandsfana. När vapnet väl var färdigt och tilldelades flottiljen saknades den kungliga kronan. Det accepterades inte av flottiljen, som lade till en egen krona på det vapen som sattes upp på vaktbyggnaden. När så riksheraldikern upptäckte att flottiljen ändrat vapnet, fick han svaret från flottiljen att "F 18 var ett kungligt förband och att ett misstag måste ligga från riksheraldikerämbetets sida!" Flottiljemblemet, det heraldiska vapnet, bestod av Stockholms läns vapen och synliggjordes vid vaktkasernen samt ibland applicerat framför förarplatsen på båda sidorna av flygplanskroppen. Efter avvecklingen av flottiljen överfördes dess traditioner till Södertörnsskolorna, och från 1986 överfördes de till F 16 Uppsala. År 2003 avvecklades F 16, och traditionerna överfördes från 2004 till F 17 i Kallinge, vilka senare överförde dem till Luftstridsskolan i Uppsala.
Inför tioårsjubileet av flygflottiljen invigdes sommaren 1956 en minnessten med texten "Till minne av kamrater". Tanken bakom texten är att minnas dom som gjorde sin plikt samt skänka dem en tacksamhetstanke, för redan samma år hade flera av kamraterna fått betala denna plikt med sina liv. Den 19 augusti 2016 besökte flygvapenchefen Mats Helgesson det före detta flottiljområdet för en minnesceremoni. Bakgrunden till besöket var en del i att flygvapnet firade 90 år, vilket föranledde att flygvapenchefen besökte alla nedlagda flottiljer och dess kamratföreningar under hösten 2016.
Den 26 augusti 2021 invigde F 18 kamratförening flygarmonumentet ”Kungliga Hufvudstadsjakten” i Tullinge. Ceremonin genomfördes under högtidliga former där representanter från Luftstridsskolan och Flygstaben närvarade. Flygarmonumentet består av två skalenliga modeller i aluminium av J 35 Draken och står i cirkulationsplatsen där Kanslivägen, Rullstensvägen och Flottiljvägen, möts.

### Kamratförening
F 18 Kamratförening bildades år 1984, föreningens syfte var att bevara och förmedla historien runt flottiljen. Bildandet skedde på initiativ av dåvarande flottiljchefen Bernt Östh och föreningens förste ordförande blev Rolf Rasmussen. Nuvarande ordföranden sedan 2004 är Gunnar Persson. 

### Gate guards

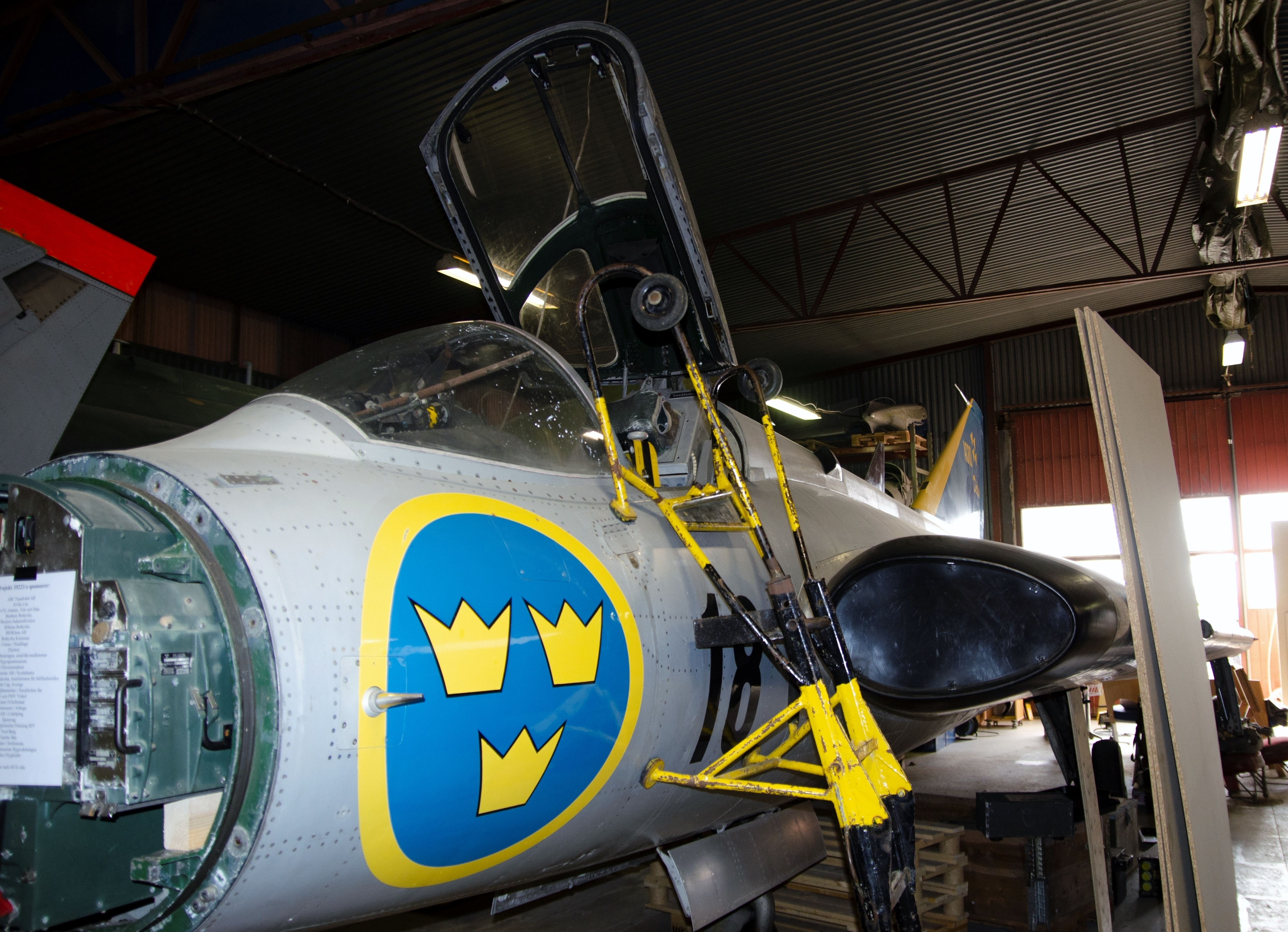
J 35B Draken (35221), tänkt som gate guard vid före detta Södertörns flygflottilj.

I samband med att F 16 i Uppsala skulle avvecklas fick föreningen genom kamratföreningen vid F 16 veta att det i Uppsala fanns en komplett J 35B Draken, s/n 35221. Den hade flyttats från Linköping till Uppsala för att förevisas vid F 16:s 50-årsjubileum år 1993. Flygplanet var ursprungligen levererat till F 16, den 12 april 1962. Den 14 september 1962 överfördes flygplanet till Tullinge som lån, för att övertas helt av F 18 den 1 januari 1963. Den 28 juni 1973 togs individen ur tjänst, och kasserades formellt den 19 juli 1973, då med en gångtid på 1075 timmar. Den 28 november 1973 flögs den till Malmen i Linköping, där den kom att konserveras vid Flygvapenmuseet. Den 15 december 2003 återfördes flygplanet till Tullinge. Efter ett långt projekt med att restaurera individen, färdigställdes det hösten 2010. Flygplanet hade då blivit en kopia på hur Acro Deltas flygplan sett ut, dvs omålad aluminiumyta med en blågul fena. Föreningens första avsikt var att placera det som en gate guard på en pelare inne på flottiljområdet. Senare var det tänkt att placera flygplanet vid banänden vid Riksten. Sen ändrades det och det uppkom önskemål om att placera det framför kanslihuset, men på grund av byggnation inne på området ändrades även det. Efter flera möten med Botkyrka kommun ansåg kamratföreningen att det inte fanns något önskemål från kommunen. Det uttalades även från kommunen att det inte skulle finnas något inom Rikstens friluftsstad som påminde om flottiljen. F 18 Kamratförening beslutade då att flygplanet skulle transporteras ner till och deponeras till  Österlens flygmuseum. I samband med det överlämnade F 18 Kamratförening en ekonomisk summa till museet. för att få inmonterat det som plockat ut ur flygplanet och därefter iordningställas för att visas upp i museet.

## Materiel vid förbandet
Huvudtyper

- 1946–1950: J 22
- 1950–1955: J 28B/C Vampire
- 1955–1964: J 34 Hunter
- 1964–1974: J 35B Draken

## Förbandschefer
Förbandschefen titulerades flottiljchef och hade tjänstegraden överste.

- 1946–1949: Björn Lindskog
- 1949–1963: Erik Raab
- 1963–1966: Dick Stenberg
- 1966–1974: Sven Alm

## Namn, beteckning och förläggningsort
| Kungl. Södertörns flygflottilj | 1946-07-01 | – | 1974-06-30 |

| F 18       | 1946-07-01 | – | 1957-09-30 |
| F 18/Se O2 | 1957-10-01 | – | 1965-??-?? |
| F 18       | 1965-??-?? | – | 1974-06-30 |

| Tullinge flygplats (F) | 1946-07-01 | – | 1974-06-30 |
| Arlanda flygplats (B)  | 1964-??-?? | – | 1974-06-30 |
| Malmby flygbas (B)     | 1964-??-?? | – | 1974-06-30 |

## Galleri

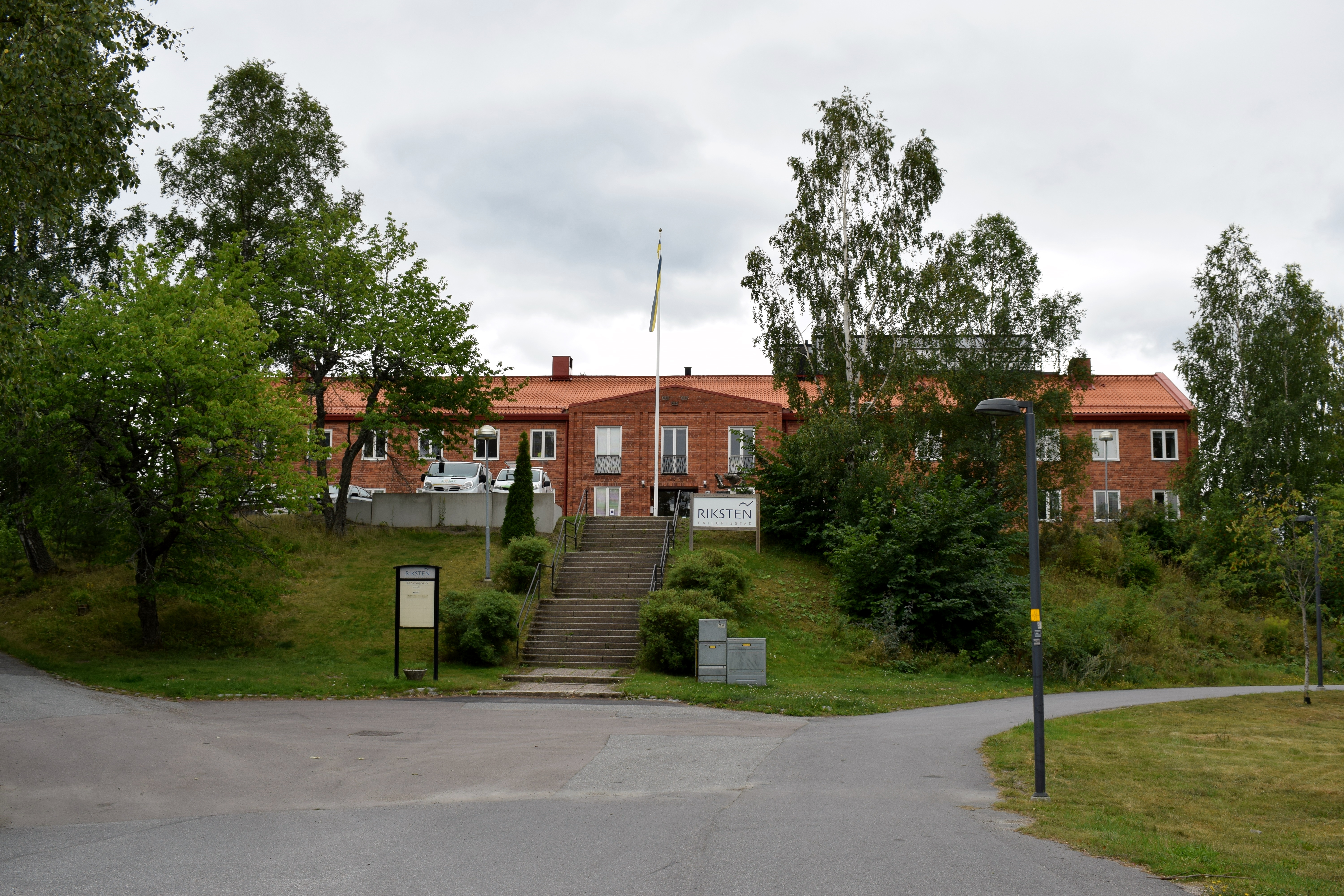
Kanslihuset vid flottiljen.
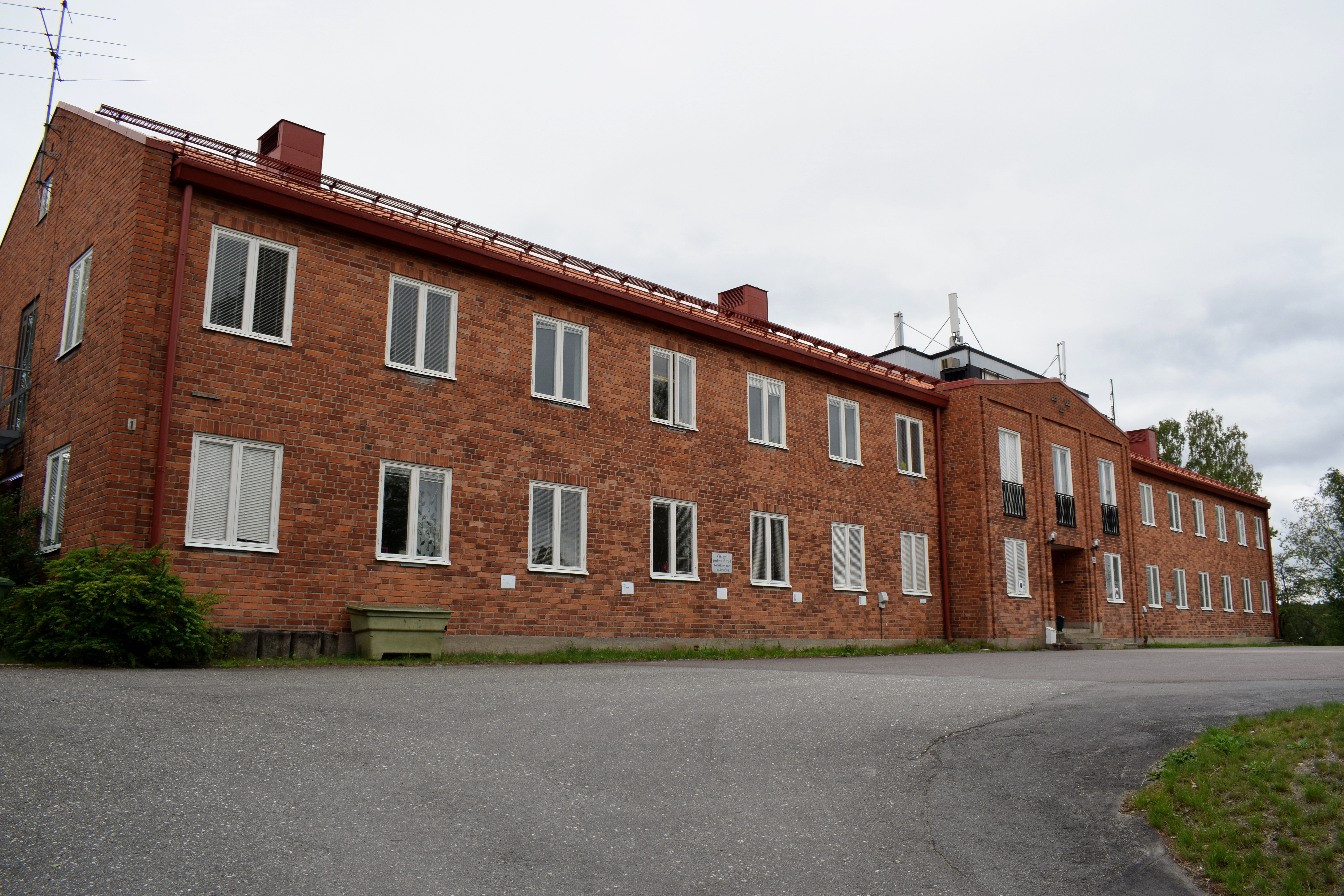
Kanslihuset vid flottiljen.
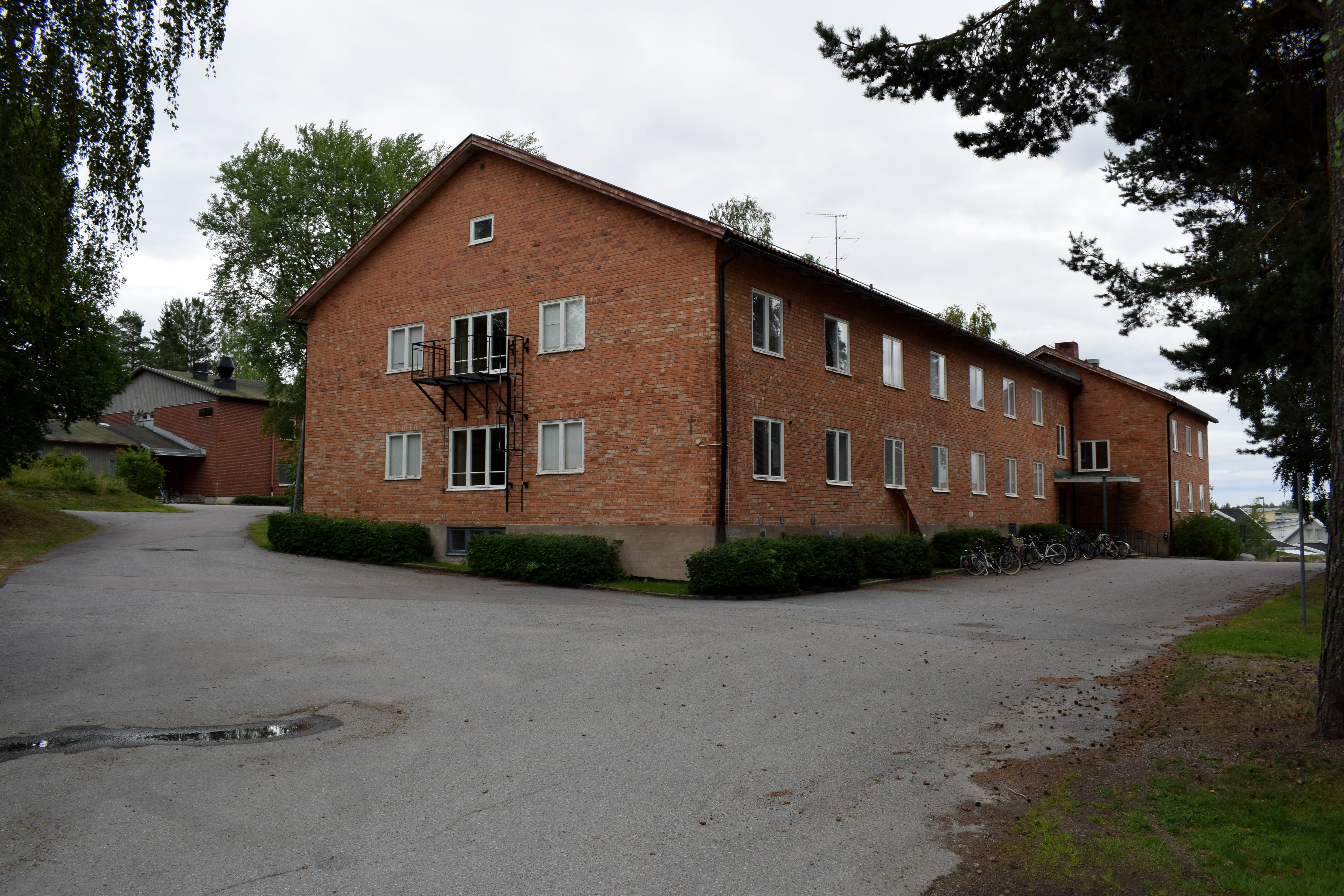
Kompanikasern vid flottiljen.
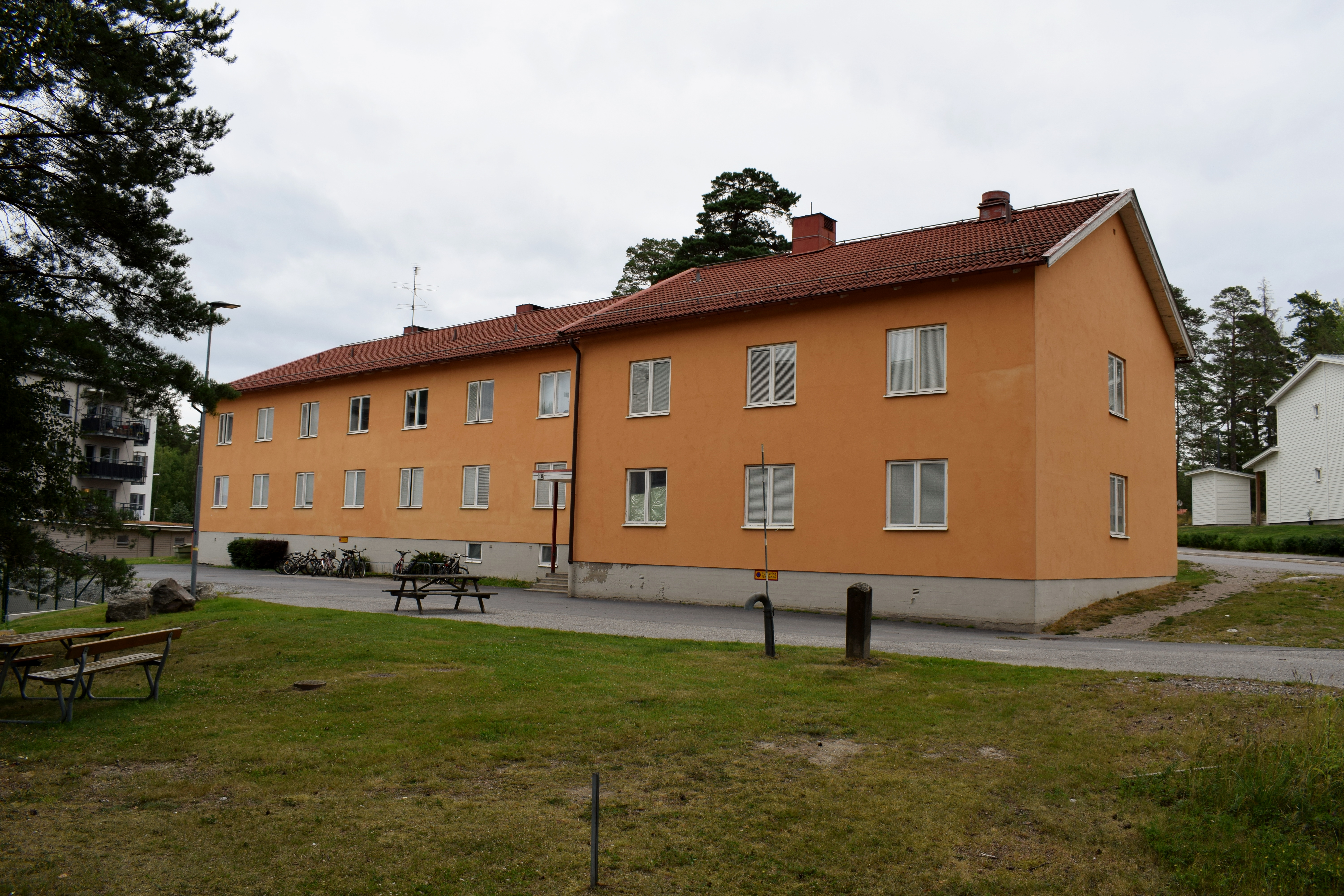
Kompanikasern vid flottiljen.
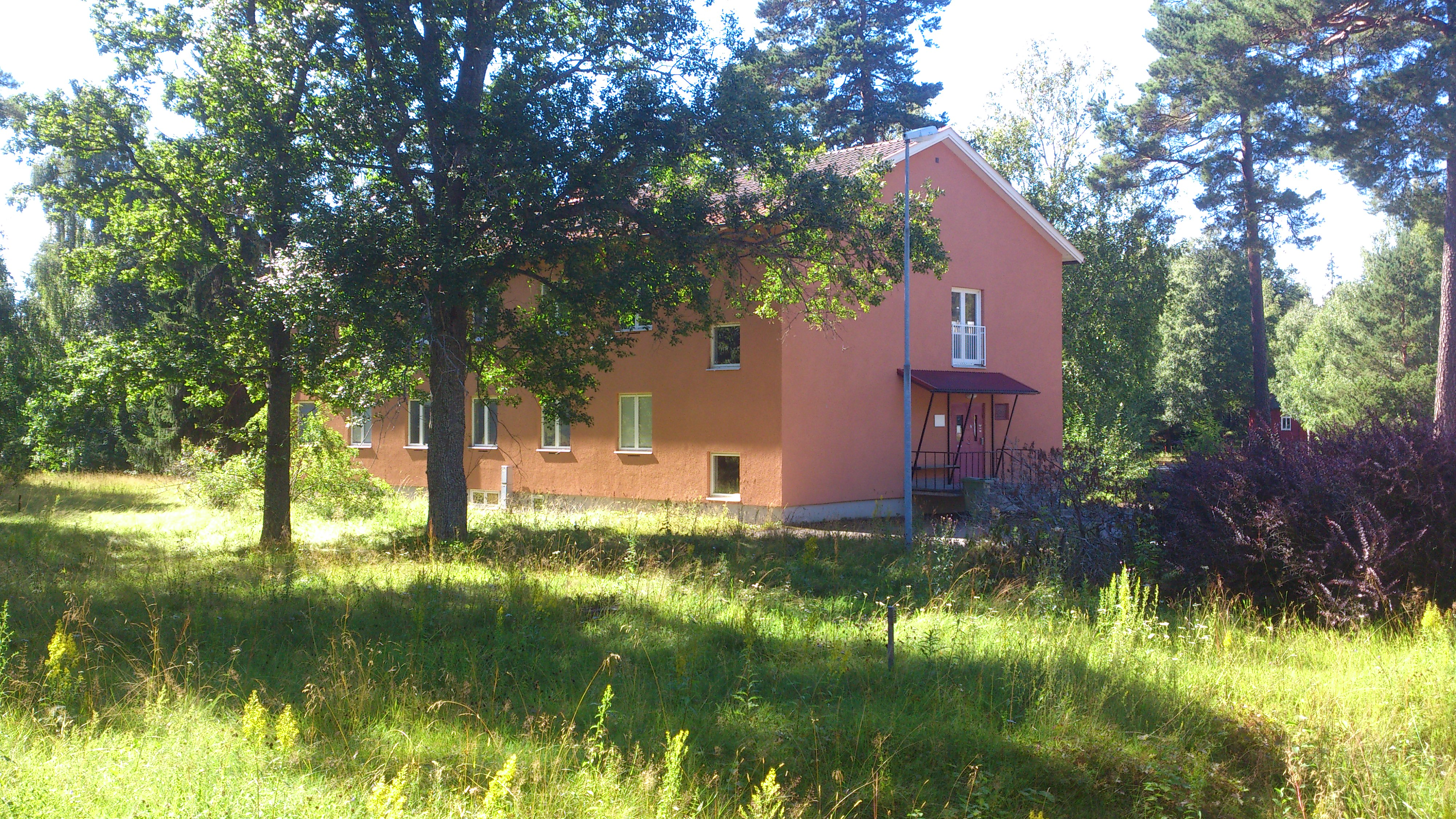
Före detta flottiljsjukhuset
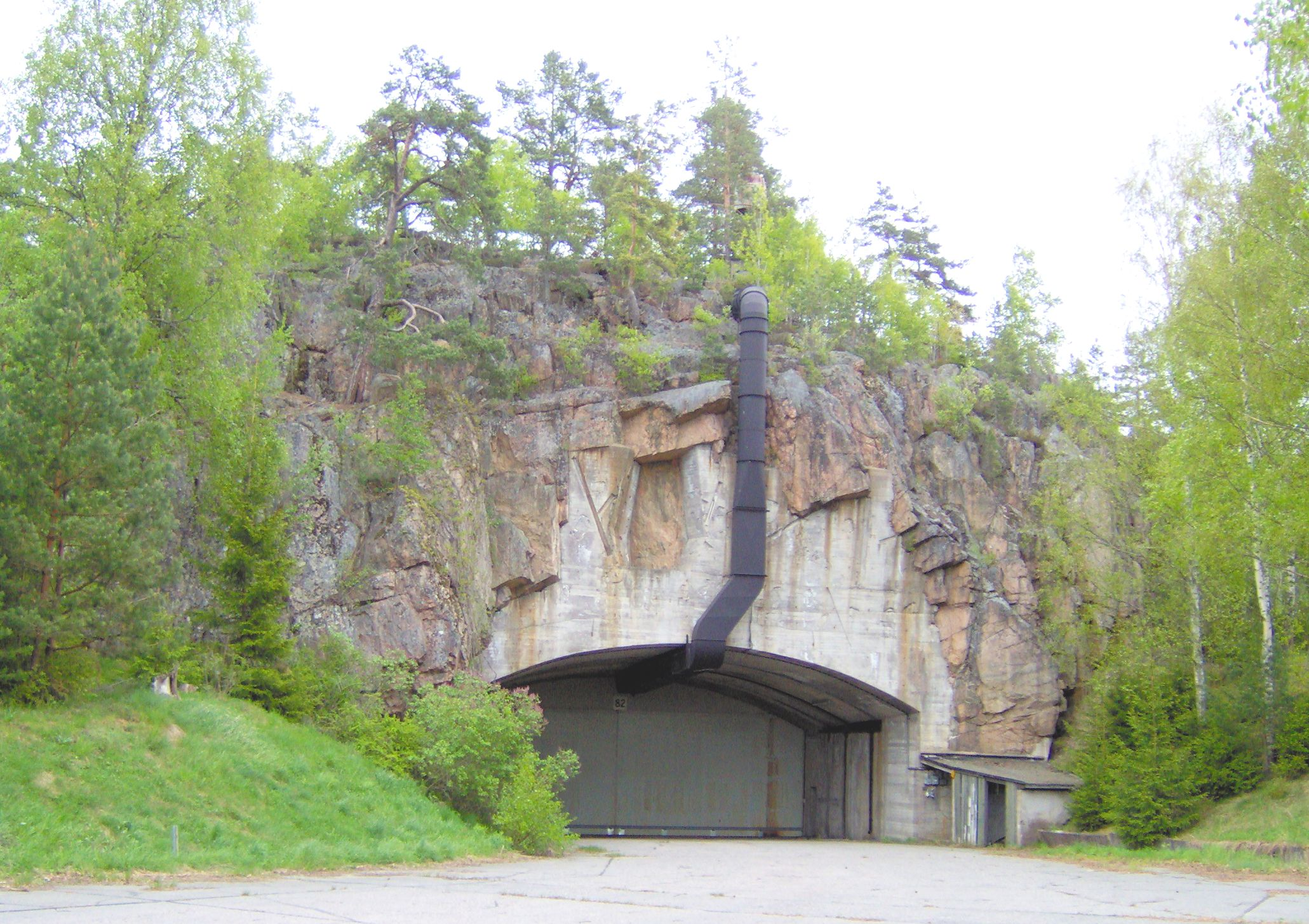
Berghangar vid flottiljen.
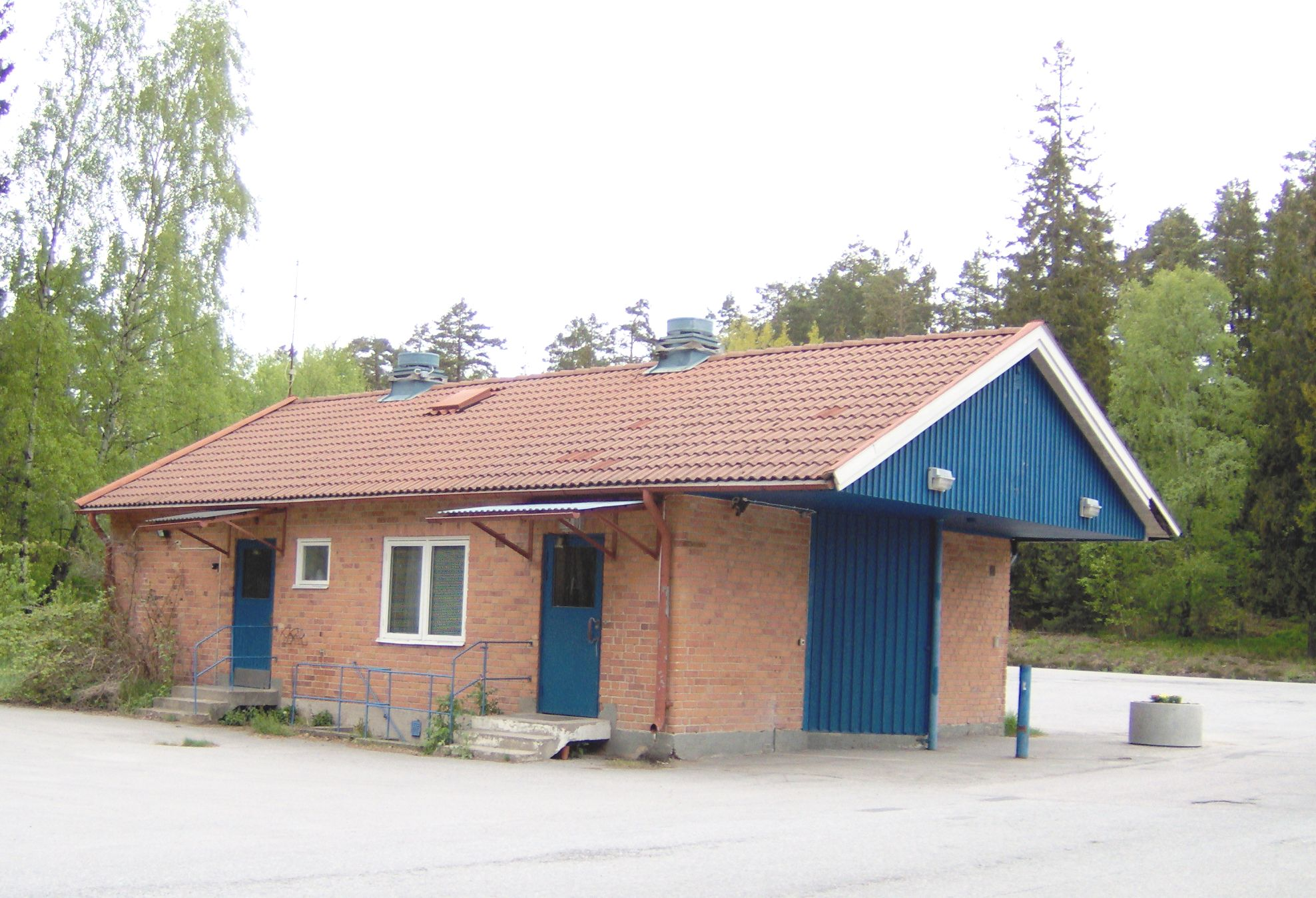
Före detta flottiljvakten.
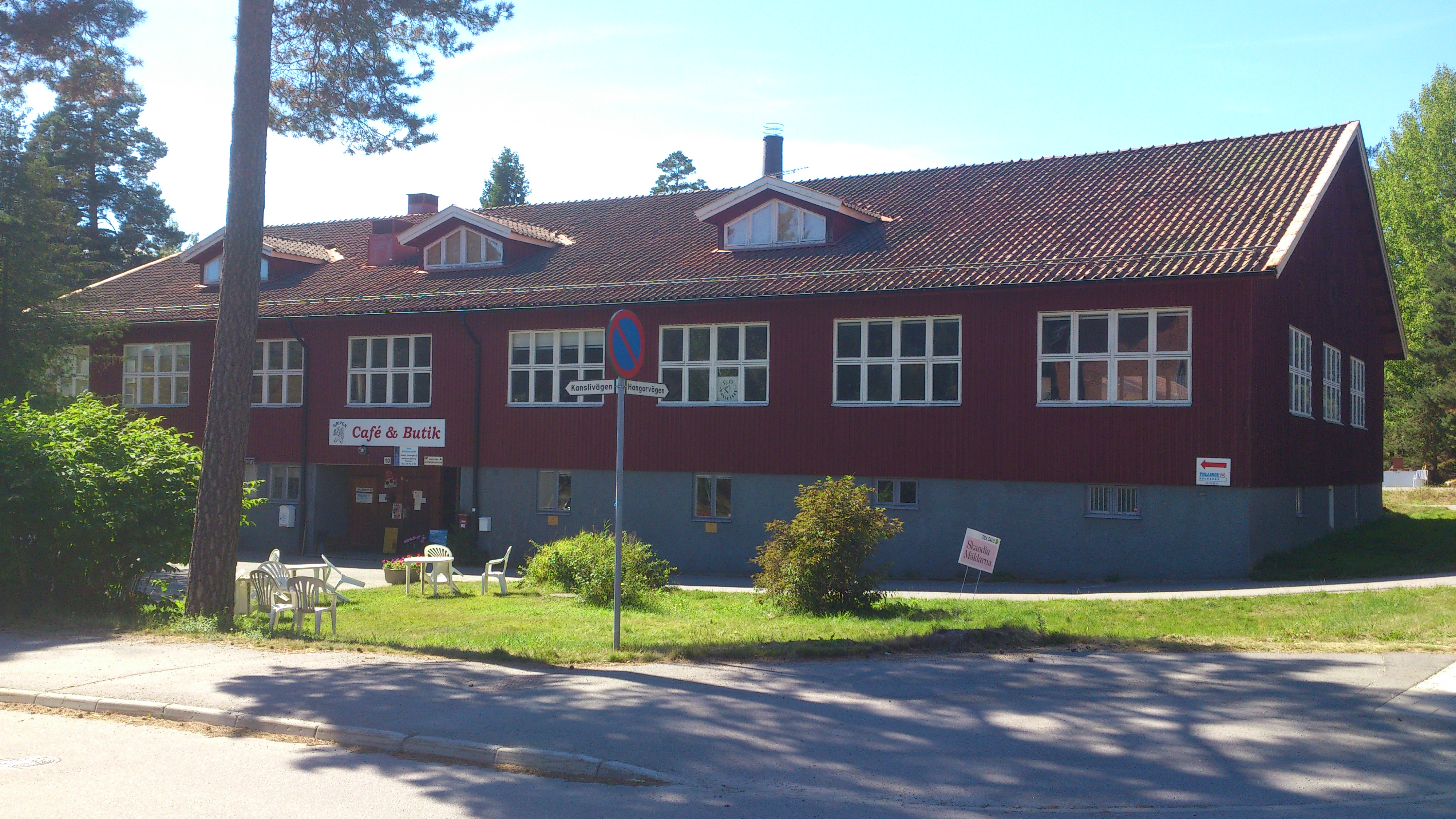
Byggnad 65, värnplikts- och personalrestaurangen.
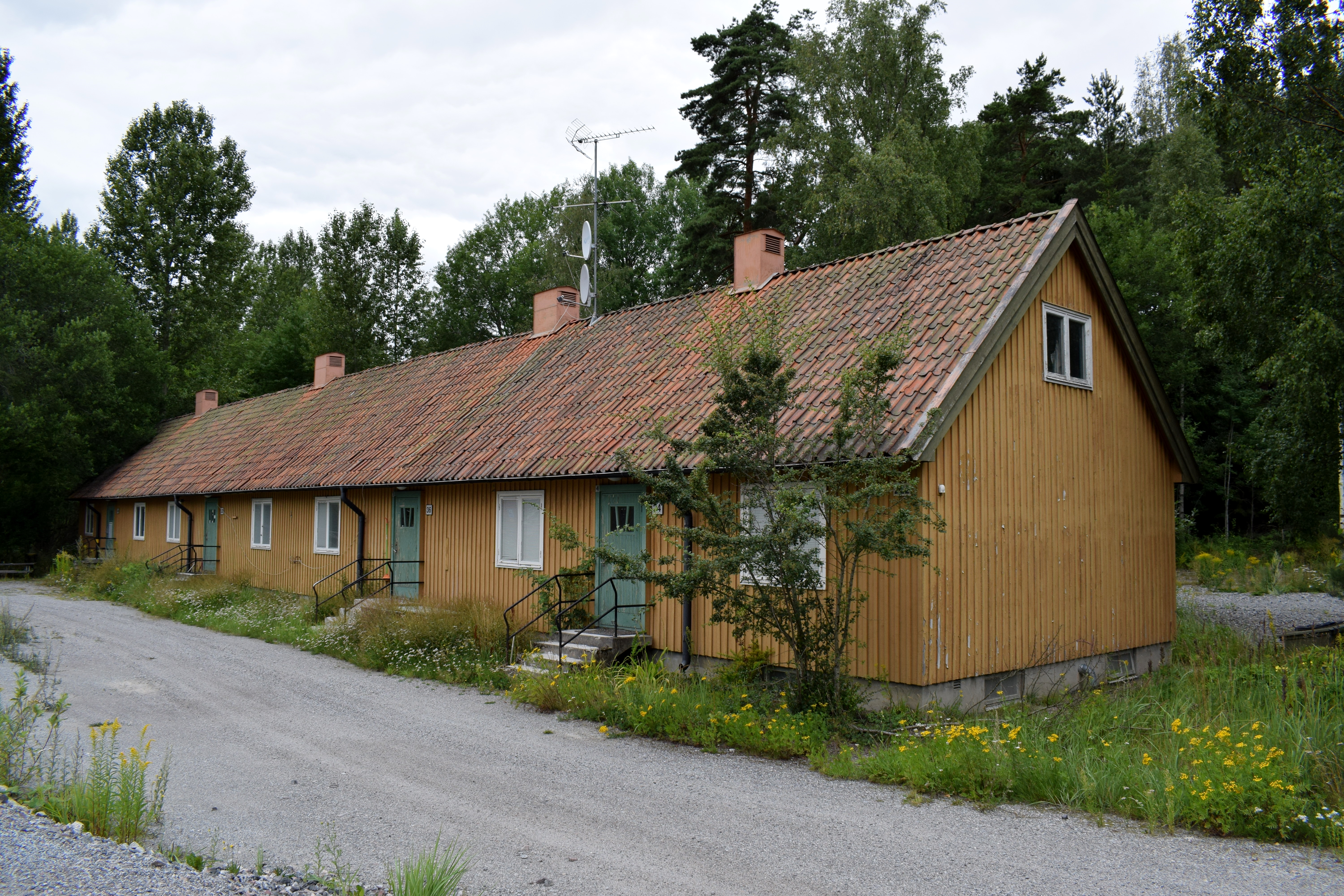
Eva gården, tidigare bostad åt främst kökspersonal.
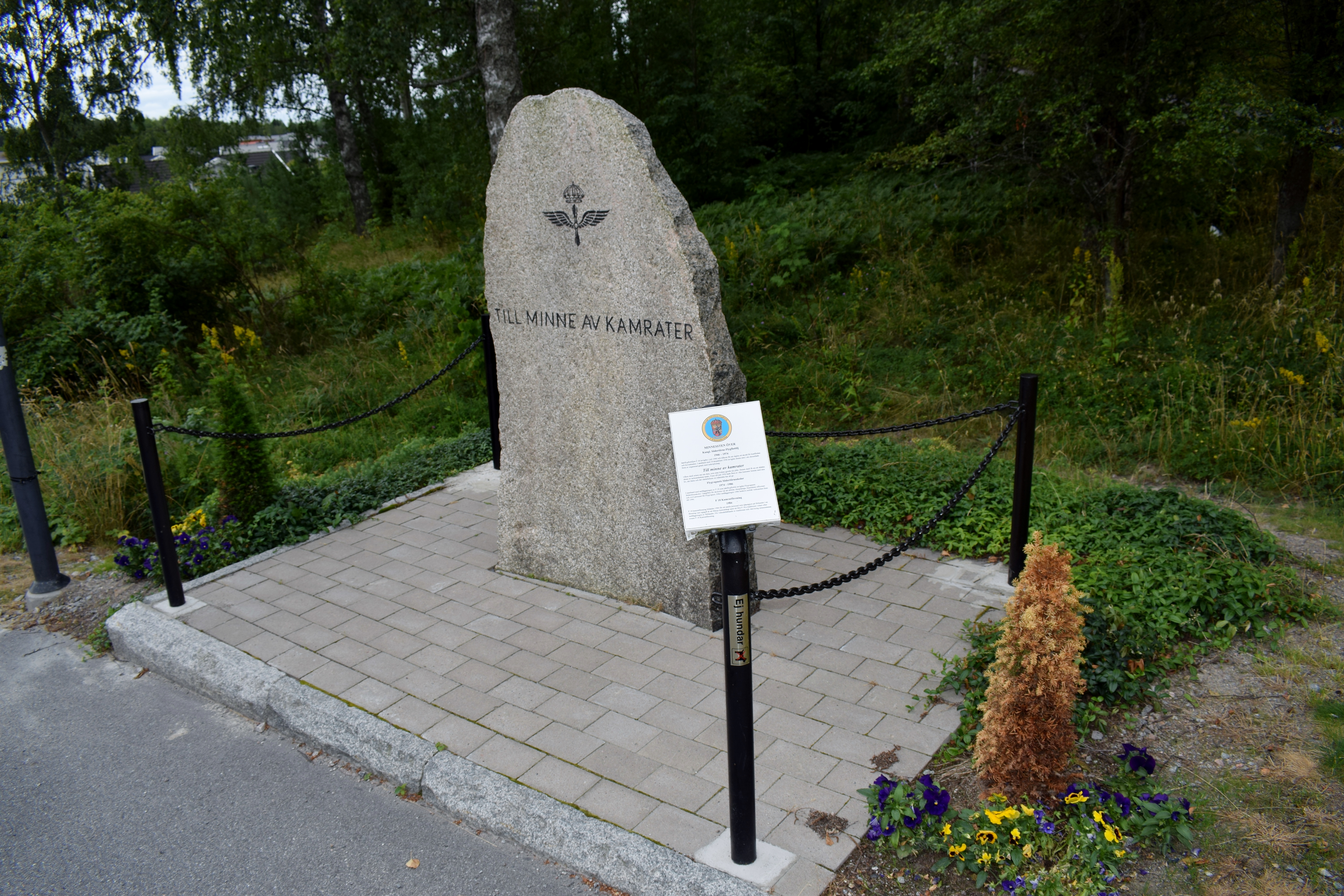
Minnessten över flottiljen.
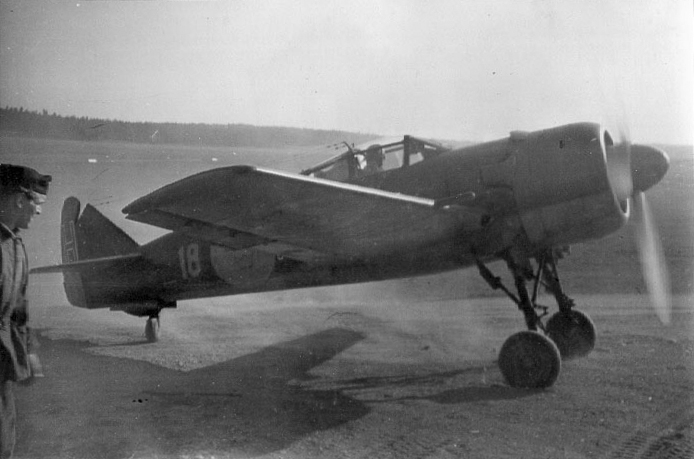
En av flottiljens J 22:or.
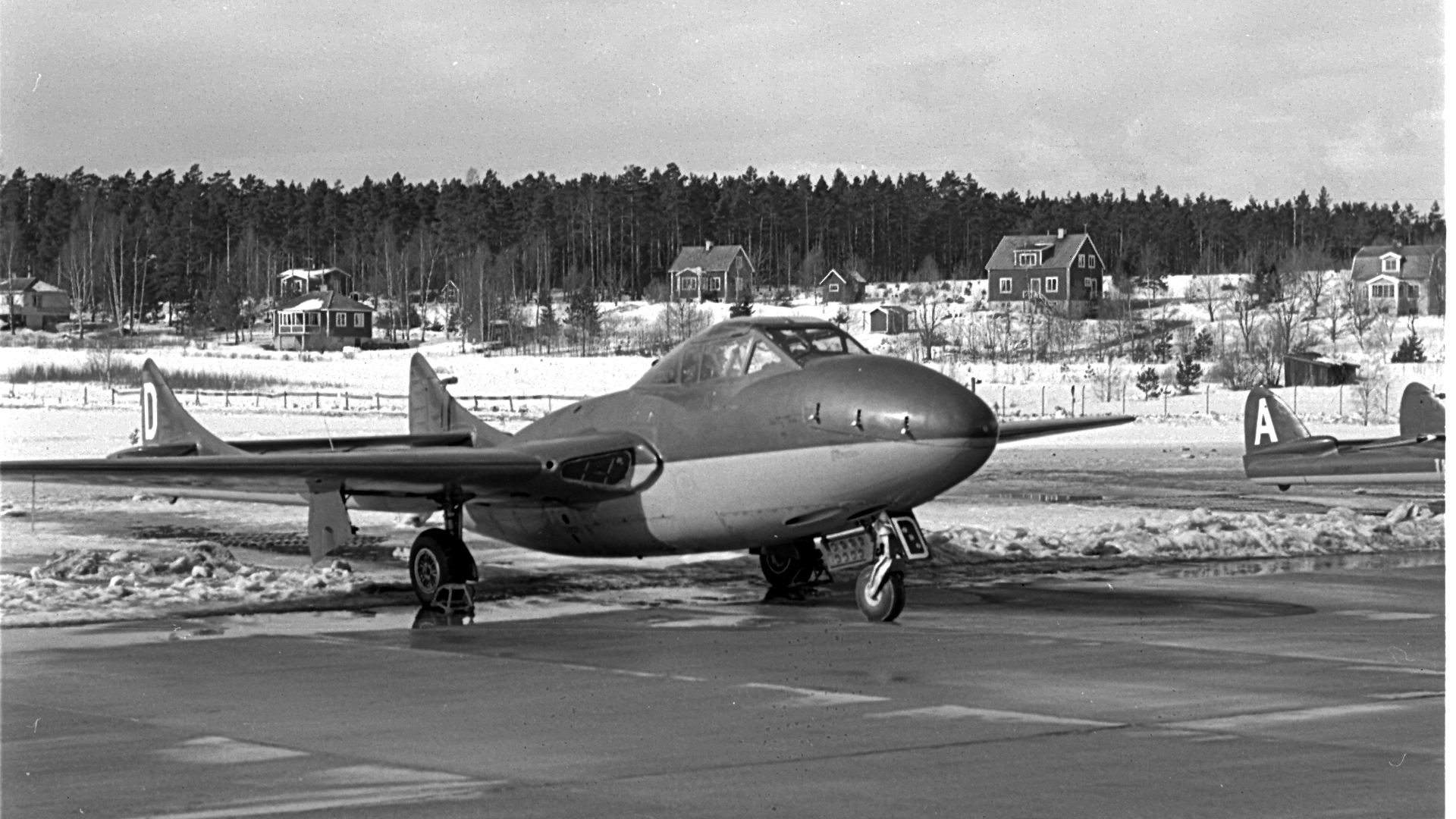
J 28 Vampire på hangarplattan vid hangar 81.
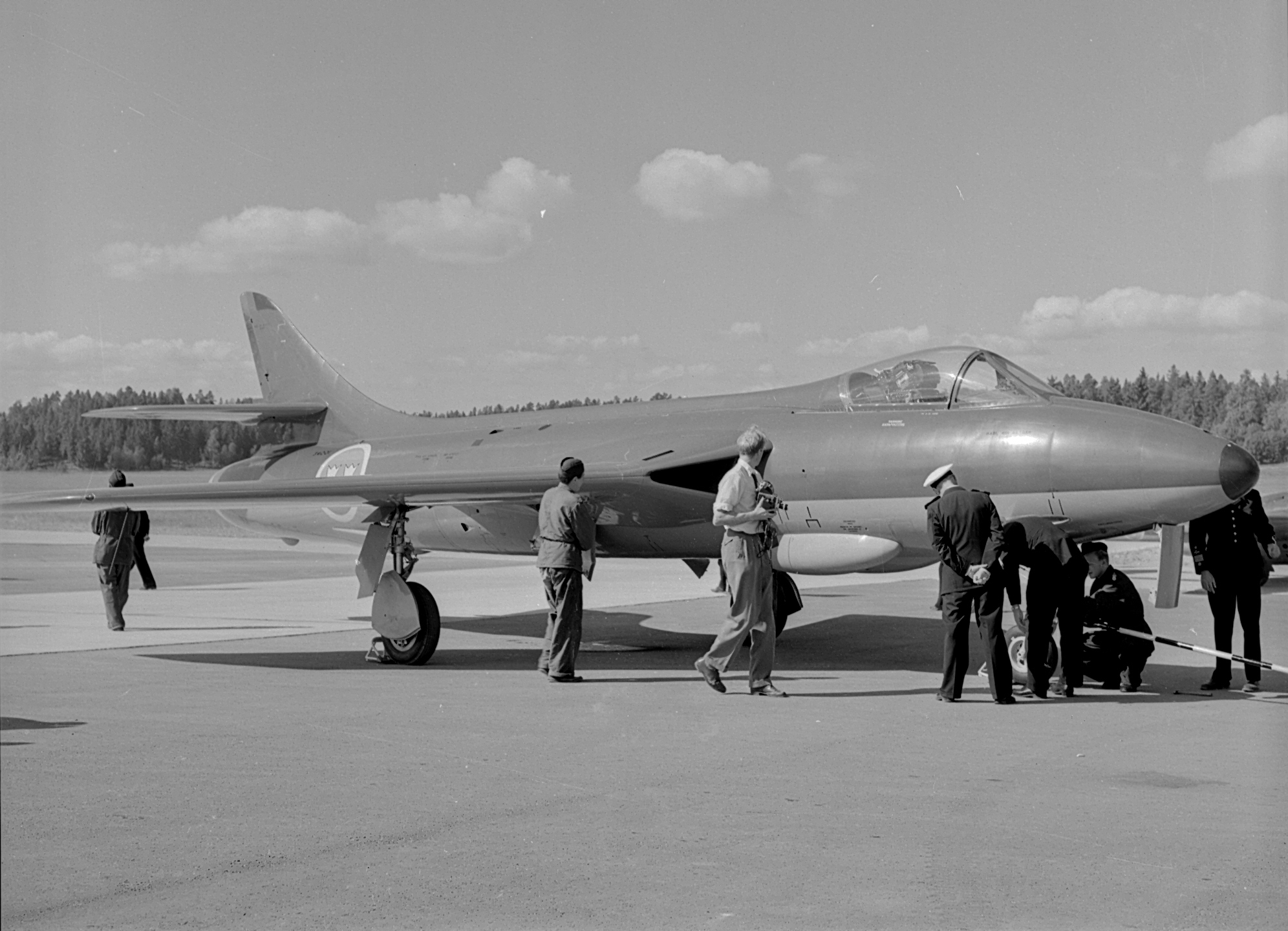
J 34 Hunter nummer 34001 har inte hunnit fått F 18 märkning.
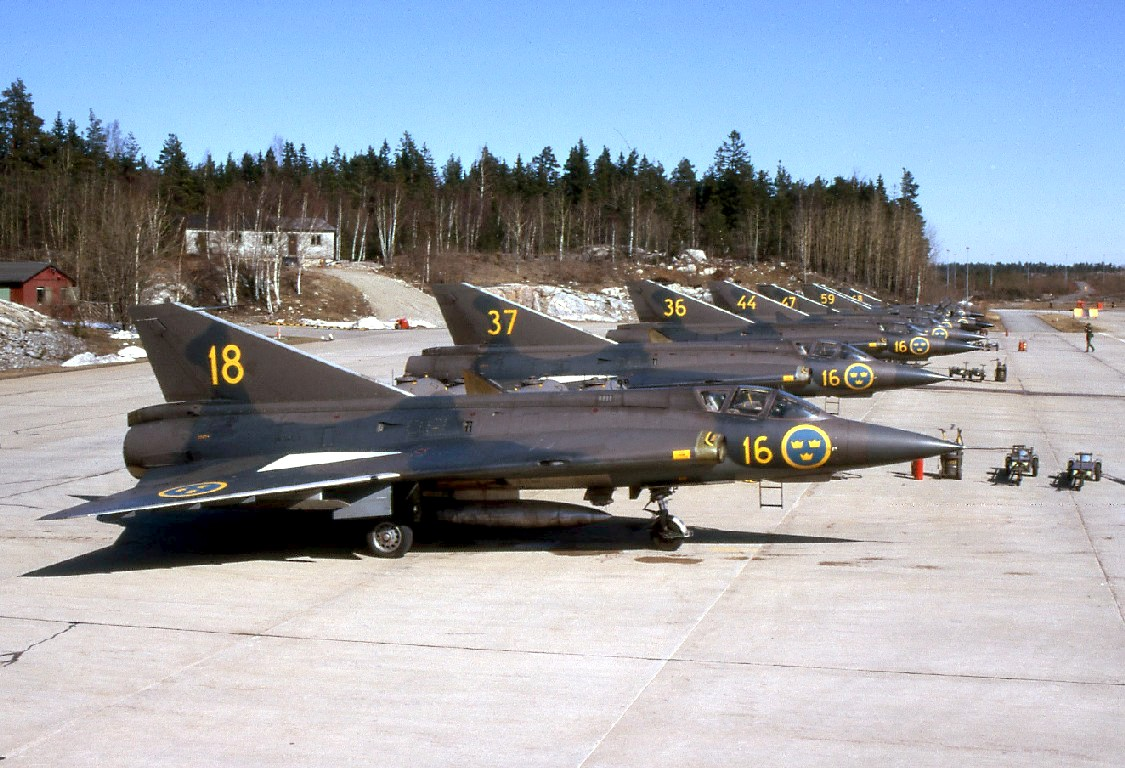
J 35A Draken på besök på F 18.
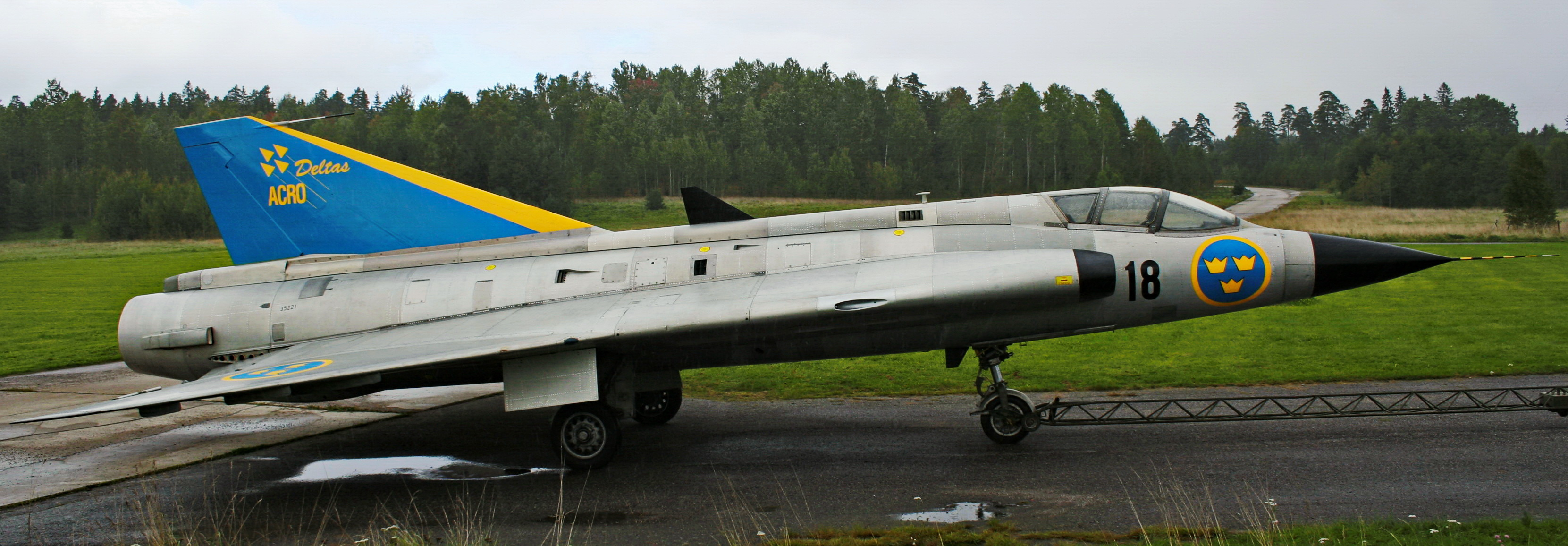
J 35B 35221 utanför Botkyrka flygklubb